# Alfonso del Barrio
Luis Alfonso del Barrio Michelena, más conocido como Alfonso del Barrio (Baracaldo, Vizcaya, 27 de septiembre de 1957), es un exfutbolista y entrenador de fútbol español, que actualmente está sin equipo.

## Carrera deportiva

### Como jugador
Inició su carrera en el humilde Abanto Club,equipo de la localidad vizcaína de Las Carreras.De ahí le fichó el Athletic Club de Bilbao con 17 años siendo juvenil.Tras 3 temporadas en Lezama,pasó al Basconia y de ahí al Sestao Sport Club con el que llegó a debutar en 1978. Llegó a jugar en Primera División en las filas del Real Murcia CF y en el Elche CF, disputando un total de 67 partidos en los que anotó 3 goles.
Con el Real Murcia CF ganó dos Ligas de Segunda División (1983 y 1986), en ambos casos logrando el ascenso a Primera División.
Además, el 8 de abril de 1984 se convirtió en el primer jugador en la historia del Real Murcia CF en anotar un gol con la pierna izquierda desde fuera del área en el Santiago Bernabéu.
También jugaría en la Segunda División en las filas del Linares Club de Fútbol y en el Sestao River. En su trayectoria profesional disputaría 431 partidos y anotó 34 goles.

### Como entrenador
Alfonso colgó las botas al término de la temporada 1990-1991 en las filas del Sestao River y su primera experiencia profesional en el mundo de los banquillos fue en el Barakaldo CF en la temporada 1998-1999, equipo de su ciudad natal con el que logró el liderato de su grupo de Segunda División B de España, aunque no logró ascender de categoría.
Su mayor éxito como entrenador sería dirigir al Recreativo de Huelva en la Segunda División de España, durante la temporada 1999-2000, pero sería destituido en enero de 2000.
Más tarde, entrenaría a otros equipos de la Segunda División B y Tercera División como Deportivo Alavés B, Gimnástica de Torrelavega, CF Palencia en dos etapas diferentes, Novelda CF y Sestao River.
Volvería a dirigir al Barakaldo CF en otras dos etapas diferentes, en las temporadas 2007-2008 y 2008-2009, además de la temporada 2010-2011.
Desde 2013 a 2018 ocuparía el cargo de secretario técnico del Sestao River.
El 10 de junio de 2019, firma como entrenador del Gimnástica de Torrelavega de Tercera División de España.
El 6 de enero de 2020, el club cántabro y el técnico vasco acuerdan la salida del club debido a los malos resultados.

### Como presidente
El 12 de abril es elegido presidente de la J.D. Somorrostro, club del municipio donde reside.

## Trayectoria como jugador
| Club                       | País   | Año       |
| -------------------------- | ------ | --------- |
| Sestao River               | España | 1978-1981 |
| Linares Club de Fútbol     | España | 1981-1982 |
| Real Murcia Club de Fútbol | España | 1982-1986 |
| Elche CF                   | España | 1986-1989 |
| Sestao River               | España | 1989-1991 |

## Trayectoria como entrenador
| Club                              | País   | Año       |
| --------------------------------- | ------ | --------- |
| Barakaldo CF                      | España | 1998-1999 |
| Recreativo de Huelva              | España | 1999-2000 |
| Deportivo Alavés B                | España | 2001-2002 |
| Gimnástica de Torrelavega         | España | 2002-2003 |
| CF Palencia                       | España | 2004      |
| Novelda CF                        | España | 2004      |
| CF Palencia                       | España | 2006-2008 |
| Sestao River                      | España | 2009-2010 |
| Barakaldo CF                      | España | 2010-2011 |
| Sestao River (secretario técnico) | España | 2013-2018 |
| Gimnástica de Torrelavega         | España | 2019-2020 |